# Academia Venezolana de la Lengua
La Academia Venezolana de la Lengua es una institución cultural venezolana de carácter público cuyo objetivo es estudiar el desarrollo de la lengua española en Venezuela, velando por su integridad y cuidar que su desarrollo natural no menoscabe sus raíces. 
Fue fundada  el 10 de abril de 1883 por decreto del 25 de enero del Presidente Antonio Guzmán Blanco, quien pronunció su primer discurso y fue su primer Director hasta su muerte, mientras que el escritor José Antonio Calcaño ocupó el cargo de Secretario permanente.
La Academia es miembro de la Asociación de Academias de la Lengua Española y presta colaboración a la Real Academia Española y a las demás correspondientes en actividades para el mejoramiento del idioma, la edición de diccionarios y el acopio de venezolanismos y americanismos en general.
Su sede está ubicada en el antiguo recinto de la Universidad Central de Venezuela, en el Palacio de las Academias, Caracas. El edificio lo comparte con las otras cuatro academias nacionales: la Academia Nacional de la Historia; la Academia Nacional de Medicina; la Academia de Ciencias Políticas y Sociales y la Academia de Ciencias Físicas, Matemáticas y Naturales.

## Académicos de número por orden de antigüedad
- Pedro Pablo Barnola
- Fernando Paz Castillo
- Rafael Caldera
- Luis Pastori
- Pedro Díaz Seijas
- René De Sola
- José Ramón Medina
- Mario Torrealba Lossi
- Ramón González Paredes
- Luis Quiroga Torrealba
- Óscar Sambrano Urdaneta
- María Josefina Tejera
- Alexis Márquez Rodríguez
- Blas Bruni Celli
- Gustavo Luis Carrera
- Héctor Pedreáñez Trejo
- Miguel García Mackle
- José Napoleón Oropeza
- Ramón J. Velázquez
- Manuel Bermúdez
- Elio Gómez Grillo
- Francisco Javier Pérez
- Horacio Biord Castillo
- Luis Barrera Linares
- Edgar Colmenares del Valle
- Rafael Arráiz Lucca
- Ana Teresa Torres
- Lucía Fraca de Barrera
- Carlos Pacheco (electo)
- Roberto Lovera de Sola
- Yraida Sánchez
- José Balza
- Corina Yoris-Villasana